# کیاری پامیو پامیو
کیاری پامیو پامیو (انگلیسی: Kyary Pamyu Pamyu؛ زاده ۲۹ ژانویهٔ ۱۹۹۳) یک موسیقی‌دان اهل ژاپن است. وی از سال ۲۰۱۰ میلادی تاکنون مشغول فعالیت بوده‌است.